# Tridicina
Tridicina – bilonowa moneta włoska o wartości nominalnej 18 quattrino, a rynkowej 13 quattrino, bita w Bolonii w XV w.